# Andy Bown
Andy Bown (n. 27 de marzo de 1946, Londres, Inglaterra) es un músico y compositor inglés, conocido por ser el teclista y en ocasiones guitarrista rítmico de la banda de rock Status Quo, desde 1976 hasta el presente. Además ha sido músico de sesión en varias bandas como en Pink Floyd y los proyectos en solitario de Roger Waters. Adicional a ello, posee una carrera como solista, cuyos inicios provienen de 1972 con el disco Gone to My Head.
Por otro lado, sus compañeros de Status Quo lo han apodado «Acid Man», debido a su ingenio mordaz y por ser el único multiinstrumentista de la banda.

## Biografía

### Inicios y entrada a Status Quo
Comenzó su carrera en 1965 en la agrupación británica The Herd, donde fue bajista, teclista y corista. Durante sus cuatro años de permanencia en la banda, compartió con Peter Frampton con quien trabajó años más tarde en sus discos como solista. Tras la separación de The Herd, se unió a los progresivos Judas Jump, que destacaron por abrir el Festival de la Isla de Wight de 1970. En 1972 fue convocado por Frampton para tocar en su disco debut Wind of Change y luego participó, pero esta vez como bajista, en su álbum Frampton.
En 1973 fue convocado por Status Quo para tocar como músico de sesión, en el álbum Hello!. y tres años después ingresó como miembro estable durante la gira promocional de Blue for You, cuya permanencia dura hasta el día de hoy. Además, se convirtió en uno de sus principales coescritores de las canciones, destacando el tema «Whatever You Want» coescrito con Rick Parfitt.

### Carrera como solista y algunas colaboraciones
En 1972 y luego de la separación de Judas Jump, inició su carrera en solitario con el disco Gone to My Head con un éxito relativo en el Reino Unido. Hasta la fecha ha publicado cinco álbumes de estudio, que no han tenido mayor repercusión en los mercados europeos. Adicional a ello, ha colaborado con varias bandas como músico de sesión, destacando su participación como bajista adicional en la gira promocional de The Wall de Pink Floyd y también colaboró tocando los teclados en el disco The Final Cut de los británicos.
Además, tocó el órgano hammond y la guitarra de doce cuerdas en el álbum The Pros and Cons of Hitch Hiking de Roger Waters, pero no fue parte de su respectiva gira mundial.

## Discografía
| - 1972: Gone to My Head - 1973: Sweet William - 1977: Come Back Romance, All is Forgiven - 1978: Good Advice - 2011: Unfinished Business | véase, Anexo:Discografía de Status Quo |